# Directive sur les droits des citoyens
La Directive sur les droits des citoyens 2004/38/CE (également parfois appelée la Directive sur la libre circulation) établit les conditions d'exercice du droit de libre circulation pour les citoyens des pays de l'Espace économique européen (EEE), qui inclut les États membres de l'Union européenne (UE) et les trois membres de l'Association européenne de libre-échange (AELE) Islande, Norvège et Liechtenstein. Suisse, qui est membre de l'AELE mais pas de l'EEE, n'est pas liée par la Directive mais a plutôt un accord sectoriel multilatéral sur la libre circulation avec l'UE et ses États membres.
Elle consolide les anciens règlements et directives, et étend les droits des couples non mariés. Elle accorde aux citoyens des pays de l'EEE le droit de libre circulation et de résidence à travers l'Espace économique européen, tant qu'ils ne constituent pas une charge excessive pour le pays de résidence et disposent d'une assurance maladie complète. Ce droit s'étend également aux membres proches de la famille qui ne sont pas citoyens des pays de l'EEE.

## Contenu
La Directive contient les chapitres suivants :
- Chapitre I (articles 1-3) : Dispositions générales (objet, définitions et bénéficiaires)
- Chapitre II (articles 4-5) : Droit de sortie et d'entrée
- Chapitre III (articles 6-15) : Droit de résidence
- Chapitre IV : Droit de résidence permanente
  - Section I (articles 16-18) : Éligibilité
  - Section II (articles 19-21) : Formalités administratives
- Chapitre V (articles 22-26) : Dispositions communes au droit de résidence et au droit de résidence permanente
- Chapitre VI (articles 27-33) : Restrictions au droit d'entrée et au droit de résidence pour des raisons d'ordre public, de sécurité publique ou de santé publique
- Chapitre VII (articles 34-42) : Dispositions finales

## Portée
Selon les articles 4 et 5 de la directive, tout citoyen d'un pays de l'EEE peut quitter son propre pays et entrer dans un autre État de l'EEE sans visa en présentant un passeport valide ou une carte d'identité nationale valide. Si cette personne est incapable de présenter un passeport ou une carte d'identité nationale valide à la frontière, elle doit néanmoins se voir offrir toutes les possibilités raisonnables d'obtenir les documents nécessaires dans un délai raisonnable ou de corroborer ou de prouver par d'autres moyens qu'elle est couverte par le droit de libre circulation.
La directive s'applique à tout citoyen d'un pays de l'EEE qui déménage et vit dans un État de l'EEE autre que le sien (l'exclusion est basée sur le principe de non-ingérence dans les questions purement nationales). Cependant, elle s'applique également lorsqu'une personne couverte déménage dans son pays d'origine après avoir séjourné dans un autre État de l'EEE, comme défini dans l'affaire Surinder Singh. Pour les citoyens ayant deux nationalités d'États membres de l'EEE, la directive peut s'appliquer dans tout État de l'EEE. Des limitations temporaires peuvent être mises en place pour les nouveaux États membres de l'UE.
Pour être pleinement couvert par le droit européen de libre circulation, le citoyen de l'EEE doit exercer l'un des quatre droits du traité :
- travailler comme salarié (cela inclut la recherche d'emploi pendant un temps raisonnable) ;
- travailler comme travailleur indépendant ;
- étudier ;
- être autonome ou retraité.

Ces droits sont nommés d'après le Traité de Rome, qui définit la liberté de circulation des travailleurs. Ils ont été étendus au fil du temps et sont principalement de signification historique désormais, puisqu'être autonome a été ajouté à la liste. Tant qu'un citoyen dispose de suffisamment d'argent ou de revenus pour ne pas dépendre des fonds publics et détient une assurance maladie complète, il exerce un ou plusieurs droits du traité. Si aucun droit du traité n'est exercé, le droit de libre circulation est limité à trois mois.
Les membres de la famille sont également couverts par le droit de libre circulation, mais uniquement en tant que dépendant du citoyen de l'EEE. Le droit est limité à l'État de l'EEE dans lequel le citoyen de l'EEE exerce des droits du traité. Dans certains cas (par exemple, divorce après au moins 3 ans de mariage dont 1 an doit avoir été passé dans l'État membre hôte), le membre de la famille peut conserver le droit de résidence. Un membre de la famille est défini comme :
- le conjoint ;
- le partenaire enregistré ;
- un enfant de moins de 21 ans ; ou
- un enfant ou un parent à charge (du citoyen de l'EEE ou du partenaire).

Il existe une deuxième catégorie de membres de la famille élargie, qui peut être incluse à la discrétion de la législation nationale. Elle couvre les parents à charge (en particulier les frères et sœurs), les membres du foyer à charge et les partenaires non mariés/non enregistrés dans une « relation durable ».

## Statut
Le droit de libre circulation est accordé automatiquement lorsque les conditions sont remplies, et il n'est pas soumis à un acte administratif. Cependant, les États membres peuvent exiger que le citoyen de l'EEE et les membres de sa famille s'enregistrent auprès des autorités compétentes. Les documentations pertinentes sont :
- un visa d'entrée pour les membres de la famille non-EEE s'ils sont ressortissants de l'annexe I et ne détiennent pas une carte de séjour d'un membre de la famille d'un citoyen de l'Union délivrée par un autre État membre ;
- un certificat de résidence (pour les citoyens de l'EEE) ou une carte de résidence (pour les membres de la famille non-EEE), qui peut être valide jusqu'à 5 ans et confirme le droit de résidence .
- un certificat de résidence permanente ou une carte de résidence permanente, qui certifie le droit de résidence permanente.

La résidence permanente est acquise automatiquement après l'exercice des droits du traité pendant 5 ans, avec des absences normalement inférieures à 6 mois par an, une seule absence de moins de 12 mois dans certaines circonstances (naissance, maladie grave, etc.), ou plus longue pour les services militaires. La résidence permanente supprime toutes les restrictions qui sont en place concernant l'accès aux fonds publics (tels que les allocations de chômage, une pension d'État, etc.), bien que certaines de ces restrictions soient déjà levées après une période de 3 mois. La résidence permanente est uniquement perdue après une absence de 2 ans.
Toutes les demandes couvertes par la directive sont gratuites, ou exigent au plus des frais modérés similaires à ceux des documents nationaux comparables.

## Mise en œuvre

### Autriche
En Autriche, la directive est transposée dans la législation nationale principalement via le Niederlassungs- und Aufenthaltsgesetz (concernant la résidence) et le Fremdenpolizeigesetz (concernant l'entrée). Les demandes sont traitées localement au Magistrat ou Bezirkshauptmannschaft (sauf en Styrie où le Landeshauptmann prend directement la responsabilité). Une carte en plastique de la taille d'une carte de crédit (coûtant environ 57 € en 2010) est délivrée pour documenter son droit.

### Allemagne
En Allemagne, la directive est transposée dans la législation nationale via le Freizügigkeitsgesetz/EU (de), qui pourrait être traduit par « Loi sur la libre circulation/EU ». Toutes les sections obligatoires de la Directive ne sont pas incluses dans le Freizügigkeitsgesetz/EU. Les demandes sont traitées localement, conjointement avec l'enregistrement obligatoire de résidence.

### Islande, Liechtenstein et Norvège
Les pays de l'EEE ont dû mettre en œuvre cette directive en totalité,. En Norvège, cela a été mis en œuvre en modifiant la Loi sur les étrangers (norvégien : utlendingsloven), qui est entrée en vigueur le 1er janvier 2010.

### Italie
En Italie, la directive a été mise en œuvre dans la législation italienne avec le décret législatif no 30 du 6 février 2007
Les demandes sont traitées par la commune de la ville où le demandeur prend sa résidence.

### Irlande
En Irlande, la Directive est transposée dans le European Communities (Free Movement of Persons) (No. 2) Regulations 2006 modifié par SI 310 de 2008 en réaction à l'affaire Metock et modifié par SI 146 de 2011 permettant l'entrée sans visa avec une carte de résidence délivrée par un autre État membre de l'EEE.
Les membres de la famille non-EEE des citoyens irlandais résidant en Irlande ne sont normalement pas délivrés de cartes de résidence de l'UE (appelées Stamp 4 EU FAM) à moins que le citoyen irlandais et les membres de la famille n'aient vécu ensemble auparavant dans un autre État de l'UE.

### Pays-Bas
Les demandes sont soumises localement à la municipalité (gemeente en néerlandais) conjointement avec l'enregistrement obligatoire de résidence, mais elles sont traitées de manière centralisée à l'Immigration and Naturalisation Service (Immigratie- en Naturalisatiedienst, IND). Il y a des frais associés à la demande (53 € en 2015).
Les membres de la famille des citoyens néerlandais qui sont et ont toujours été résidents aux Pays-Bas ne sont pas autorisés à détenir des cartes de résidence de l'UE, car les ressortissants de l'UE qui ont toujours vécu dans le pays de leur nationalité n'exercent pas les droits du traité de l'UE et ne sont donc pas considérés comme des citoyens de l'UE en vertu de la directive néerlandaise.

### Suède
En Suède, la directive a été mise en œuvre par des modifications de plusieurs lois, comme la Loi sur les étrangers (SFS 2005:716), et le Décret sur les étrangers (SFS 2006:97). Jusqu'en 2015, la Suède ne suivait pas complètement la directive, car la carte d'identité nationale n'était pas acceptée lorsqu'un citoyen suédois quittait la Suède pour un État membre de l'UE non-Schengen, comme le Royaume-Uni. La loi sur les passeports (SFS 1978:302) exigeait un passeport.

### Suisse
La Suisse ne fait pas partie de l'UE ni de l'EEE, mais a des accords bilatéraux avec l'UE dans plusieurs domaines, dont la libre circulation des personnes. Il y a un accord, qui contient les mêmes principes que la directive,. Cela comprend :
- le droit à la mobilité personnelle et géographique ;
- le droit de résidence pour les membres de la famille[réf. nécessaire] et leur droit d'exercer une activité économique, quelle que soit leur nationalité;
- le droit d'acquérir des biens immobiliers, spécifiquement afin d'établir une résidence principale ou secondaire dans l'État hôte ; et
- le droit de retourner dans l'État hôte après la fin d'une activité économique ou d'une période de résidence là pour les citoyens de l'UE et de la Suisse dans tous ces pays.

La liberté de circulation entre la Suisse et les pays de l'AELE est assurée par la convention de l'AELE.